# 하나나 미오
하나나 미오(일본어: 花奈 澪 はなな みお[*], 10월 7일 - )는 일본의 배우이다. 전 다카라즈카 가극단 하나구미 소속 여역이다.
도쿄도 스기나미구, 오유가쿠엔 여자고등학교 출신이다. 키 163cm, 혈액형 A형, 애칭은 "나미오"이다.

## 약력
2005년, 다카라즈카 음악학교 입학하였다.
2007년, 다카라즈카 가극단 93기생으로 입단. 입단 당시 성적 42등. 호시구미 공연 「벚꽃／시크릿 헌터」로 초무대. 그 후 하나구미에 배속되었다.
2014년 11월 16일, 아스미 리오ㆍ란노 하나 톱콤비 대극장 오히로메 공연 「엘리자베트」 도쿄 공연 천추락을 기해, 다카라즈카 가극단을 퇴단하였다.
퇴단 후에는 2.5차원 무대 (2D작품 실사화 작품)를 중심으로, 무대에서 영상물까지 장르를 가리지 않고 활동하고 있다.